# México de mis recuerdos
México de mis recuerdos és una pel·lícula mexicana de l'any 1944 escrita i dirigida per Juan Bustillo Oro protagonitzada per Joaquín Pardavé, Fernando Soler, Sofía Álvarez, Luis Aldás, Antonio R. Frausto, Dolores Camarillo, Conchita Gentil Arcos, Mimí Derba, Salvador Quiroz.

## Personatges històrics
- President Porfirio Díaz (Antonio R. Frausto)
- Carmen Romero Rubio de Díaz y Castelló (Virginia Zuri)
- Amado Nervo (José Pidal)
- Ernesto Elorduy (Ernesto Monato)
- Luis G. Urbina (Ricardo Mutio)
- Nicolás Zúñiga y Miranda (Max Langler)
- Germanes Romualda i Genara Moriones (Adelina Vehi y Victoria Argota)

## Personatges ficticis
- Susanito Peñafiel i Somellera: secretari del President de la República (Joaquín Pardavé)
- Jesús Flores (Fernando Soler) i pare de Pablo Flores (Luis Aldás)
- Adelina Roca, tiple de teatre (Tana Devodier)
- Rosario Medina (Sofía Álvarez)
- Gertrudis (Mimí Derba), Blandina (Conchita Gentil Arcos) i Cuquita (María Luisa Serrano) (ties de Pablo)
- Tinenta González (Roberto Cañedo)
- Coronel Zamudio (Salvador Quiroz)
- Dolores Camarillo
- Manolo Noriega
- Valentín Asperó
- Alfredo Varela pare
- Alberto Michel

## Equip de producció
Juan Bustillo Oro (escriptor i director)
Direcció musical: Federico Ruíz
Fotografia : Laurón Draper
Operador : Jorge Stahl Jr.
Escenografia : Luis Moya
Edició : Mario González
So : Riveton Audio Espectro
Enginyers : Adolfo de la Riva, Juan Manuel Rodríguez
Dirección de producció: Alfredo Ripstein Jr.
Estudis i Laboratoris : Azteca
Producció : Gregorio Walerstein

## Aclariment
El vals "Carmen" que en la cinta s'atribueix a Jesús Flores, va ser compost per Juventino Rosas.

## Sinopsi
La pel·lícula inicia amb una descripció ràpida de la Ciutat de Mèxic durant els anys 40's, en la qual el personatge principal (Jesús Flores) fos de quadre compara l'accelerada i vertiginosa vida citadina, els edificis alts i l'asfixiant olor de gasolina, amb la vida tranquil·la que portava la Ciutat de Mèxic a penes fa mig segle. Començant la trama amb una panoràmica d'una alba a la ciutat, amb pregons i les nits de ball en el Joquei Club, on el president Porfirio Díaz i la seva esposa Carmen Romero Rubio escolten un vals, desconeixent el seu nom. Així el president Díaz li pregunta al tinent González el nom del vals i l'autor, assabentant-se que és el vals "Carmen" del seu amic Jesús Flores, a qui en agraïment li envia d'obsequi un piano amb el seu secretari Susanito Peñafiel y Somellera.
En fer lliurament del piano a la casa de Jesús Flores, Peñafiel coneix Pablo Flores, fill de Jesús, on a més les ties amb els qui viu, l'informen que Don Jesús va morir fa 20 anys, on es creua la informació que és impossible, perquè li acaba de dedicar un vals a l'esposa del general Díaz, llavors Pablo surt d'escena prometent trobar a l'usurpador del nom del seu pare, sortint també Peñafiel amb la tia Cuquita a la porta, on ella li revela que Jesús Flores no ha mort, que a causa de la seva embriaguesa i a la seva vida d'artista va acabar amb les fortunes d'ell i la seva esposa, mare de Pablo i germana de les ties, per la qual cosa va deixar la casa perquè elles eduquessin al seu nebot i el nomenessin el seu hereu.
En lliurar el piano a Jesús Flores, Susanito Peñafiel y Somellera després de passar tota una tarda en la bohèmia, és nomenat mecenes per tots els presents perquè els complimenti amb beguda i menjar, quan entra en escena Pablo, qui no sap que Jesús Flores és el seu pare i a qui li reclama haver signat un vals amb el seu nom, després de demanar-se i atorgar-se mútuament el perdó, fa la seva aparició el President de la República, qui resulta ser Don Nicolás Zúñiga y Miranda, a la qual cosa Peñafiel demana al coronel Zamudio que es bati en duel en la seva representació, per usurpar al general Diaz, culminant l'escena amb l'assistència del grup al Teatre Principal, a l'estrena de la sarsuela mexicana "Chin - Chun - Chan" i la trobada de Pablo Flores amb Adelina Roca i l'amant d'ella José N., qui repta a duel Pablo Flores, provocant un escàndol que serà relatat als diaris de l'endemà.

## Comentaris
La cinta, ambientada en els anys del canvi de segle XIX al XX, conta les peripècies de Susanito Peñafiel y Somellera (Pardavé), suposat secretari particular ni més ni menys que del president de la República Porfirio Díaz, qui protagonitza una deliciosa comèdia d'embolics que al mateix temps evoca una època de la història de Mèxic que és relatada amb nostàlgia d'un país que vivia en una calma i una aparent prosperitat que van preludiar la marea històrica que va significar la Revolució mexicana.
Aquesta pel·lícula forma part de la producció cinematogràfica de l'Època d'Or del cinema mexicà, que va abastar gairebé tota la dècada de 1940.
Aquest film ocupa el lloc 57 dins de la llista de les 100 millors pel·lícules del cinema mexicà, segons l'opinió de 25 crítics i especialistes del cinema a Mèxic, publicada per la revista Somos el juliol de 1994.